# Člověk bez osudu
Člověk bez osudu (maďarsky Sorstalanság) je román maďarského spisovatele Imreho Kertésze z roku 1975. Za své knížky o pronásledování Židů během holocaustu obdržel autor v roce 2002 Nobelovu cenu za literaturu.
Česky vyšel román v roce 2003 v překladu Kateřiny Pošové (ISBN 80-200-1063-7).
V roce 2005 byl podle knihy natočen stejnojmenný film.

## Děj
Hlavním hrdinou románu je György [ďörď], kterému je patnáct let. Děj se odehrává ve 40. letech v Maďarsku. György jde do školy, aby oznámil svému učiteli, že nepřijde, protože jeho otec dostal předvolání do koncentračního tábora. Učitel mlčky souhlasí a György se vrací ze školy domů a loučí se s otcem. Po čase kvůli narůstajícímu antisemitismu musí opustit školu a začne pracovat. Začnou se uskutečňovat zátahy na židy. György je chycen a odvlečen do koncentračního tábora. Cestuje v přeplněném vlaku, kde jsou nelidské podmínky. Na hranicích chce po nich policista cennosti, aby zůstaly dále v Maďarsku a nezůstaly Němcům. Židé souhlasí pod podmínkou, že dostanou vodu. Policista to odmítne a začne židy urážet. Díky žízni a horku zde mnoho židů zemře. György se dostane do koncentračního tábora. Jeden člen tábora mu poradí, aby řekl, že je mu šestnáct let. Kdyby řekl, že je mu patnáct, nacisti by ho jako ostatní děti popravili. Díky tomu mohl pracovat a přežíval. Jsou zde líčeny události v koncentračním táboře a různé nelidské podmínky, kterými židé trpěli. Dožije se konce války a vrátí se domů. Zjistí, že skoro nikdo nepřežil. Kvůli tomu má pocit, že ztratil kus sebe sama. Byl jakoby okraden o vlastní osud. Přišel o svou identitu.